# Geraldine Somerville
Geraldine Margaret Agnew-Somerville (født 19. maj 1967) er en irsk-født britisk skuespillerinde. Hun er bedst kendt som Penhaligon i Cracker og som Harrys mor, Lily Potter, i Harry Potter-filmene.

## Biografi

### Tidlige liv
Geraldine Agnew-Somerville blev født i County Meath i Irland, men voksede op på Isle of Man. Hun er datter af den nu pensionerede økonom sir Quentin Charles Agnew-Somerville, 2. Baronet, og Margaret April Irene, lady Agnew-Somerville (født Drummond), der er antikvitetshandler og datter af John Drummond, 15. Baron Strange og søster til Cherry Drummond, 16. baronesse Strange. Hun har en storesøster, Amelia Rachel (som ejer og arbejder i en restaurant med sin mand i den australske regnskov), og en lillebror James Lockett Charles Agnew-Somerville, der arbejdede i Hong Kong og skriver digte. 
Somerville tog dansetimer fra hun var seks år og blev otte år gammel sendt til The Arts Educational School, en kostskole i Tring i Hertfordshire. Der lærte hun ballet. Hun forlod skolen som 16 årig og fortsatte sine studier i London.

### Karriere
Somerville er uddannet på Guildhall School of Music and Drama (1989) i London. Hun arbejde på scenen og i tv-episoder af Agatha Christie's Poirot og Casualty (1993), før hun fik rollen som Penhaligon (eller 'Panhandle') i Cracker. 
Somerville har spillet lady Stockbridge i Julian Fellowes's Gosford Park og Harry Potters mor Lily i alle seks Potter film. I maj 2007 spillede hun forfatterinden Daphne du Maurier i BBC's tv-drama Daphne.

### Personlige liv
Somerville blev gift med William Osbourne-Young i december 1995. De har tre børn; den ældste søn Casper blev født i maj 2002.

## Filmografi
- Harry Potter og Halvblodsprinsen (film) (2009) som Lily Potter
- The Children (2008) som Sue
- Daphne (2007)* som Daphne du Maurier
- Harry Potter og Fønixordenen (film) (2007) som Lily Potter
- Sixty Six (2006) som Mrs. Barrie
- Jericho (2005) som Fiona Hewitt
- Harry Potter og Flammernes Pokal (film) (2005) som Lily Potter
- Harry Potter og Fangen fra Azkaban (film) (2004) som Lily Potter
- Harry Potter og Hemmelighedernes Kammer (film) (2002) som Lily Potter
- Murder in Mind (2002) som Angela Coates i episode "Disposal"
- The Safe House (TV film) (2002) som Sam Graham
- Re-Inventing Eddie (2002) som Jeanie Harris
- Harry Potter og De Vises Sten (film) (2001) som Lily Potter
- Gosford Park (2001) som Louisa Stockbridge
- Aristocrats (TV mini-serie) (1999) som Lady Emily Lennox
- Daylight Robbery (TV mini serie) (1999) som Val
- Heaven on Earth (TV film) (1998) som Deborah Bennett
- Jilting Joe (1997) som Olivia
- True Blue (1996) som Ruth
- Haunted (1995) som Kate
- Cracker (1993-1995) som DS Jane Penhaligon
- The Black Velvet Gown (1991) som Biddy Millican